# 平糠のイヌブナ自然林

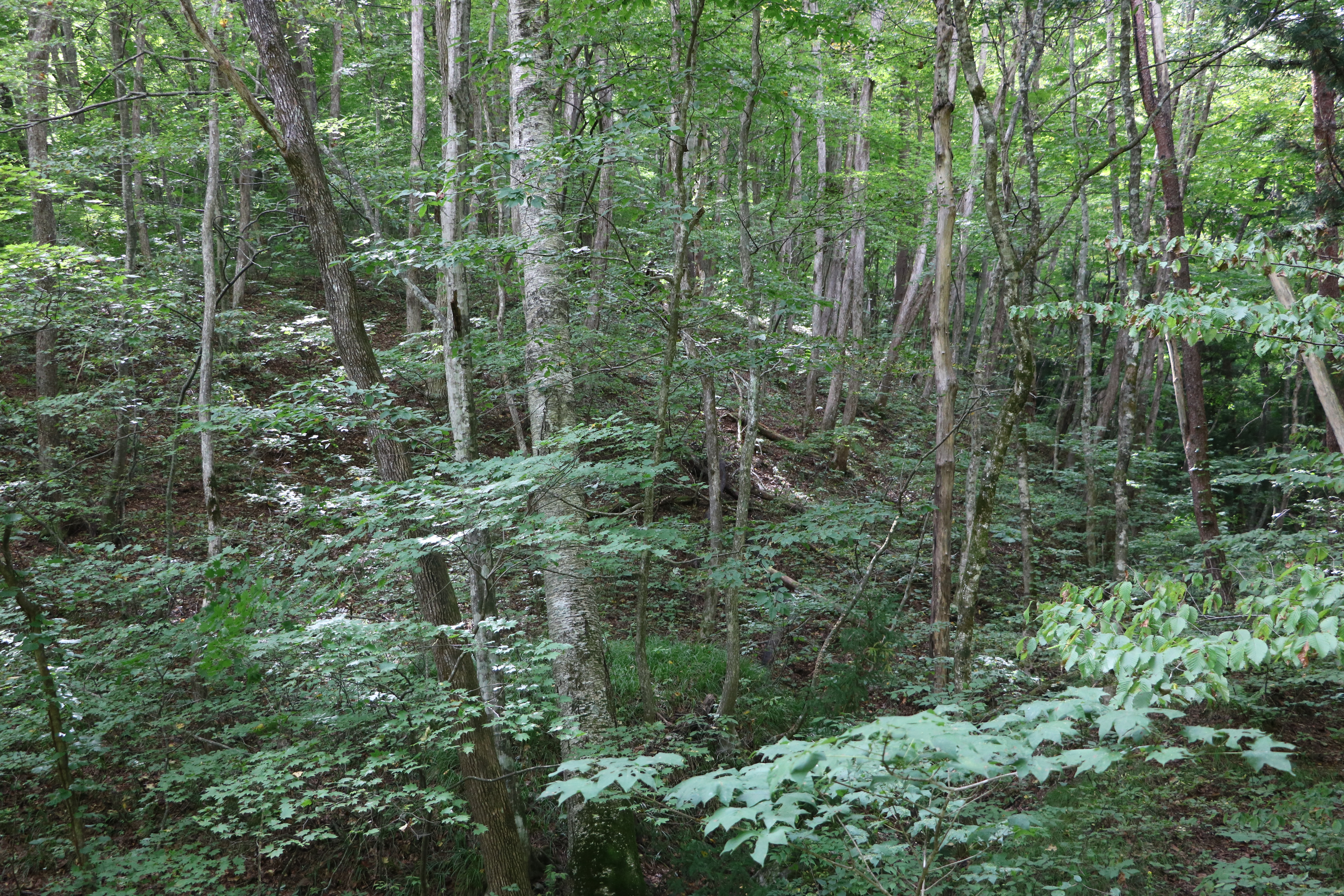
平糠のイヌブナ自然林。2022年9月8日撮影。

平糠のイヌブナ自然林（ひらぬかのイヌブナしぜんりん）は、岩手県二戸郡一戸町平糠にある国の天然記念物に指定されたイヌブナの自生北限の自然林である。
イヌブナ（犬橅、学名：Fagus japonica Maxim.）は、ブナ科ブナ属の落葉広葉樹で、同属のブナと同様に日本固有種であり、本州・四国・九州の主に太平洋側に分布するが、その分布域の北限は長い間、岩手県花巻市と同県宮古市を結ぶ線とされていた。1982年（昭和57年）頃より当地を含む、一戸町と隣の岩手郡葛巻町の一部地域に分布していることが、一戸町誌編纂の地元調査員によって確認され、その後、石巻専修大学の石塚和雄教授や岩手県内の教職員らにより詳細な現地調査が行われ、その内容が1992年（平成4年）に論文として報告された。これにより従来の自生北限より約70 km（キロメートル）北の、一戸町から葛巻町の一帯がイヌブナの分布北限と確定され、それ以降は、これより北でのイヌブナの自生は確認されていない。
新たに確認された北限の自生地の中でも、一戸町南東部にある馬淵川水系平糠川の支流、落合川沿いの左岸斜面にあるイヌブナの自然林は、良好な育成環境が残存し学術的価値も高く、伐採などから守り厳正な保全を図る必要があることから、2011年（平成23年）9月21日に、指定名「平糠のイヌブナ自然林」として国の天然記念物に指定された。

## 解説

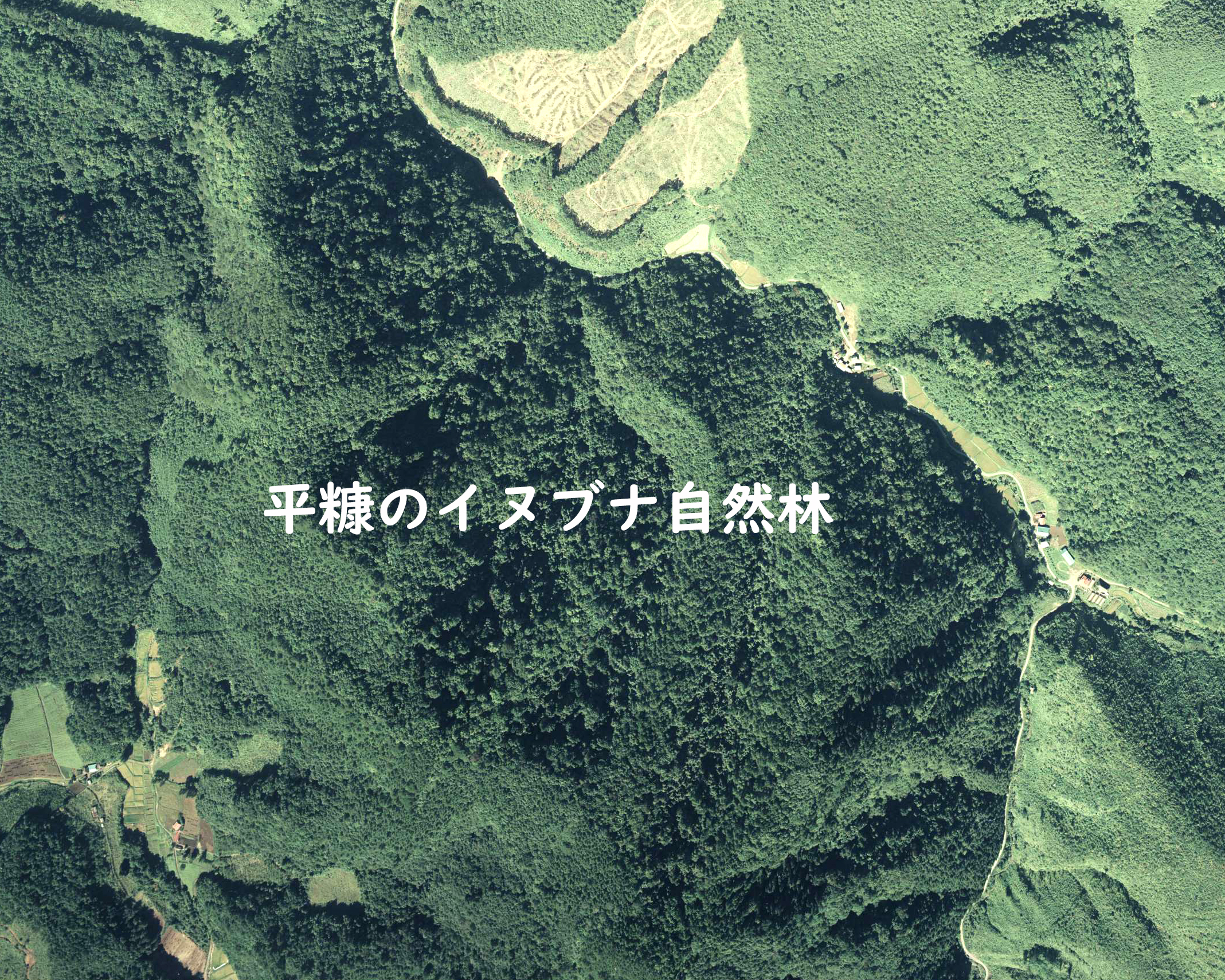
平糠のイヌブナ自然林周辺の空中写真。画像中央付近が指定地。周辺の植林地や伐採された林相とは異なる様子が分かる。。（1977年9月23日撮影の画像を使用作成）

平糠のイヌブナ自然林は一戸町南東部の平糠地区に位置しており、馬淵川水系の平糠川に注ぐ小さな支流である落合川の左岸、標高400 m（メートル）から670 mの北東側に面した山腹斜面にあり、北限域のイヌブナ自然林として55.06 ha（ヘクタール）が国の天然記念物に指定されている。
この場所は北上山地北西部にあたり、尾根筋は比較的ゆるやかな暖斜面であるが、谷筋は浸食作用により急峻な地形で、谷壁の斜面は傾斜が30度以上の急傾斜地となっている。指定地のイヌブナは、このような急斜面の中ほどから下部にかけた、水分の豊富な土壌に多く生育しており、斜面上部や尾根筋などの比較的乾燥した土壌にはブナが多く見られる。
イヌブナは日本の中間温帯性極相自然林の構成樹種のひとつで、東北地方はその分布の北限であり、かつて奥羽山脈東側の内陸部では岩手県花巻市の台温泉付近の北緯39度28分が、三陸海岸では同県宮古市大鰐谷森南の斜面北緯39度42分が、生育の北限であると考えられていた。
しかし、これら岩手県中部の自生地から直線距離で70 km も北にある同県一戸町の馬淵川上流の一支流、小繋川流域の国道4号の笹目子トンネル西口の西側には、ほんの数株であるが国道上から確認できる位置に、最初に報告された具体的な時期は不詳であるもののイヌブナが自生していることが知られており、後述する1991年（平成3年）の調査でも、同トンネルの東口南側の旧国道沿い、小繋集落北方の国道北側でもイヌブナの少数個体群が自生していることが確認されている。
一戸町でも1982年（昭和57年）頃より町誌編纂の現地調査員がイヌブナの自生を確認し町誌に記載されるなど、馬淵川水系上流域のイヌブナは、植物学者らに知られはじめた。当時、岩手県内で教員を務めていた畠山茂雄（花巻市石鳥谷中学校教諭）と、小守和夫（二戸市坂本小学校校長・現同市立福岡小学校）の2人は、1988年（昭和63年）以降、数回にわたり現地でイヌブナの自生を確認し、その情報を石巻専修大学の石塚和雄教授らに提供した。これを受け1990年（平成2年）の秋に予備調査が行われたが、予想以上にイヌブナの分布する範囲が広く点在し、また、ある程度まとまった自然林も残存していることがわかり、翌1991年（平成3年）5月中旬に、分布範囲の現状を確定させる本格的な調査が行われた。
その結果、当地におけるイヌブナの分布する範囲の広さは、南北約10 km、東西約7 kmにおよび、経緯度は北緯40度04分から同06分、東経141度17分から同22分、分布地点の標高は約250 m から530 m の間であった。具体的な分布域は、1.馬淵川上流域の葛巻町の一部、2.馬淵川支流の平糠川流域、3.平糠川の支流の小繋川、おおまかに以上の3地域に分けられるが、このうちイヌブナが最も多く分布するのは平糠川流域で、特に平糠川に注ぐ小さな支流である落合川流域の、東集落から落合集落の間には濃密な分布域が残されていることが判明した。この地点は落合川北向き斜面から、西から南へ分け入る滝の沢と呼ばれる小さな沢沿いを中心とする場所で、胸高直径30 cm（センチメートル）以下の単幹形のイヌブナが多く見られ、一部は胸高直径60 cm から30 cm の個体も含まれていた。
この調査内容と考察は「イヌブナの新北限分布域」と題した論文にまとめられ、1992年（平成4年）に『植物研究雑誌』67号に報告され、従来の自生北限から約70 km 北が、イヌブナ自生の新たな北限として確定された。これら生育地の多くは単独樹であるが、3か所では群落が形成されており、先述した落合川流域の55.06 haは特に良好な環境が残され、学術的価値も高いことから、2011年（平成23年）9月21日に、指定名「平糠のイヌブナ自然林」として国の天然記念物に指定された。
周辺一帯は古くから地域の産業として薪や木炭の利用に使用されてきた森林地帯で、指定地内でも斜面下部の落合川沿いは小径木が多く、厳密な意味では二次林であるが、イヌブナの自生にまとまりがあり、植物群落組成は自然林のものと同等とされている。一方、斜面中部から尾根にかけては大径木も複数見られ、下部斜面よりも人為的影響が少ない。
従来の北限生育地から隔絶して分布している理由は、暖かさの指数や地質条件などの影響も考えられるが、イヌブナの天然更新と前述した森林利用との関連性も影響していると考えられており、隔離分布理由の解明は今後の検討課題とされている。

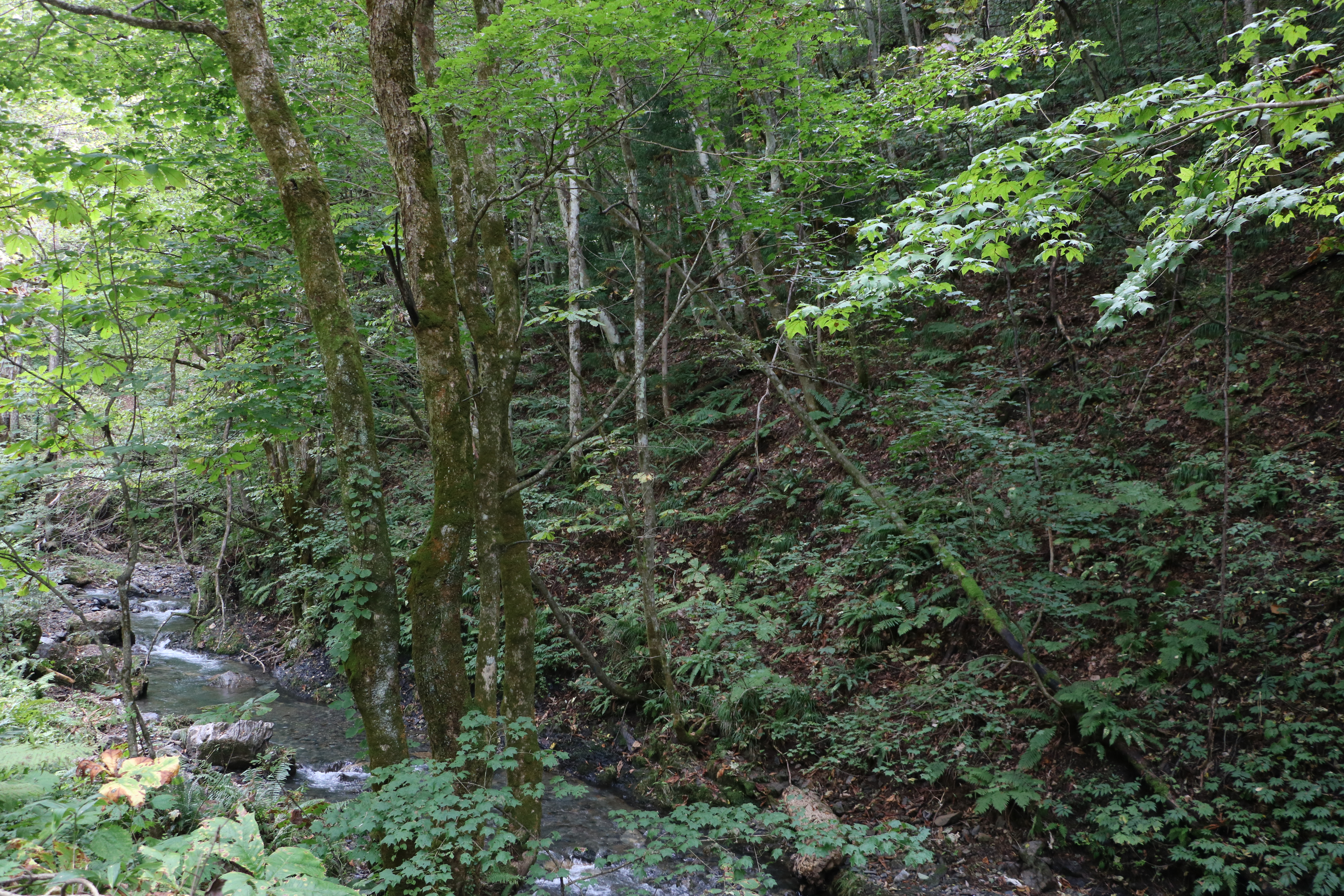
平糠のイヌブナ自然林。2022年9月8日撮影。
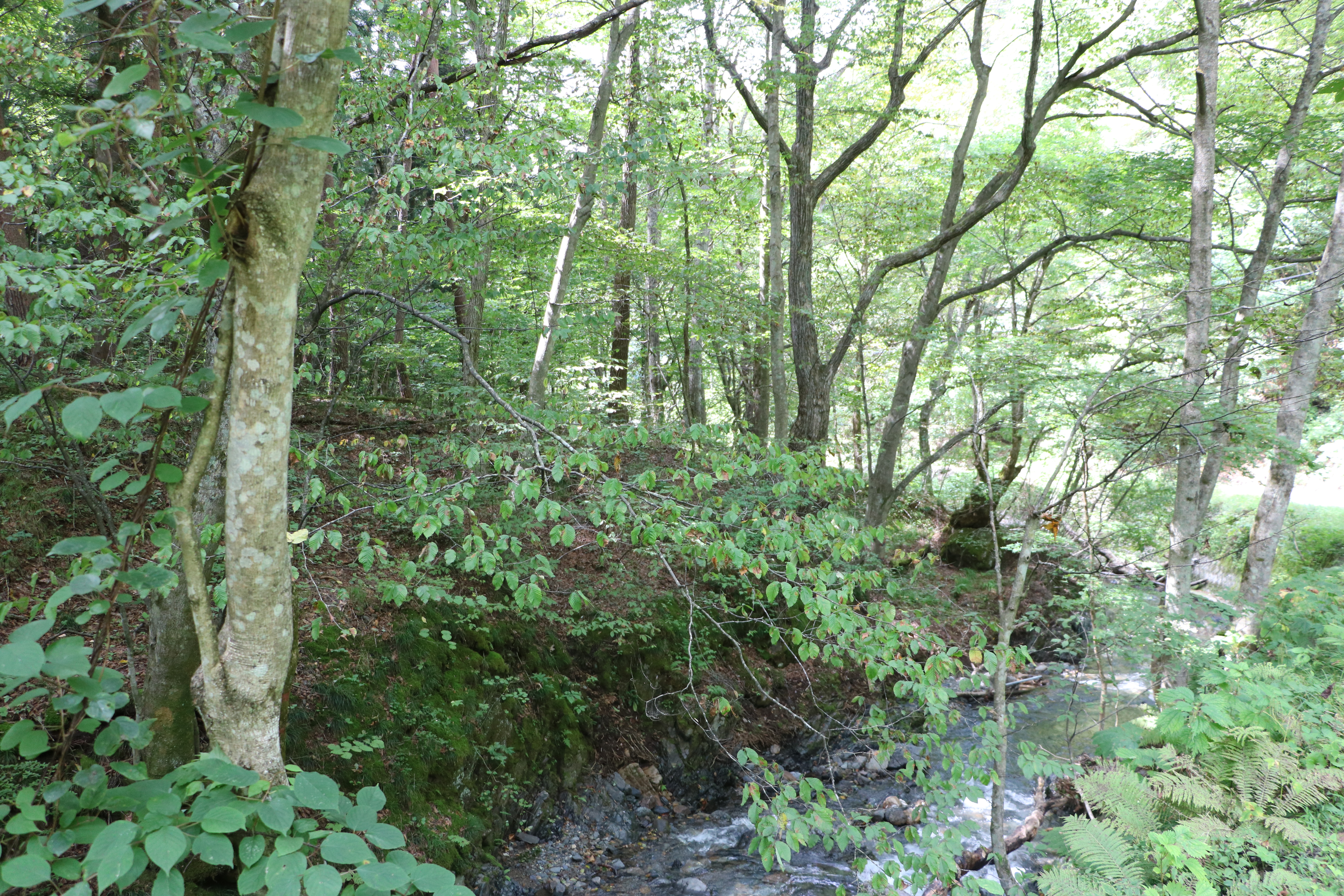
平糠のイヌブナ自然林。落合川の河畔。2022年9月8日撮影。
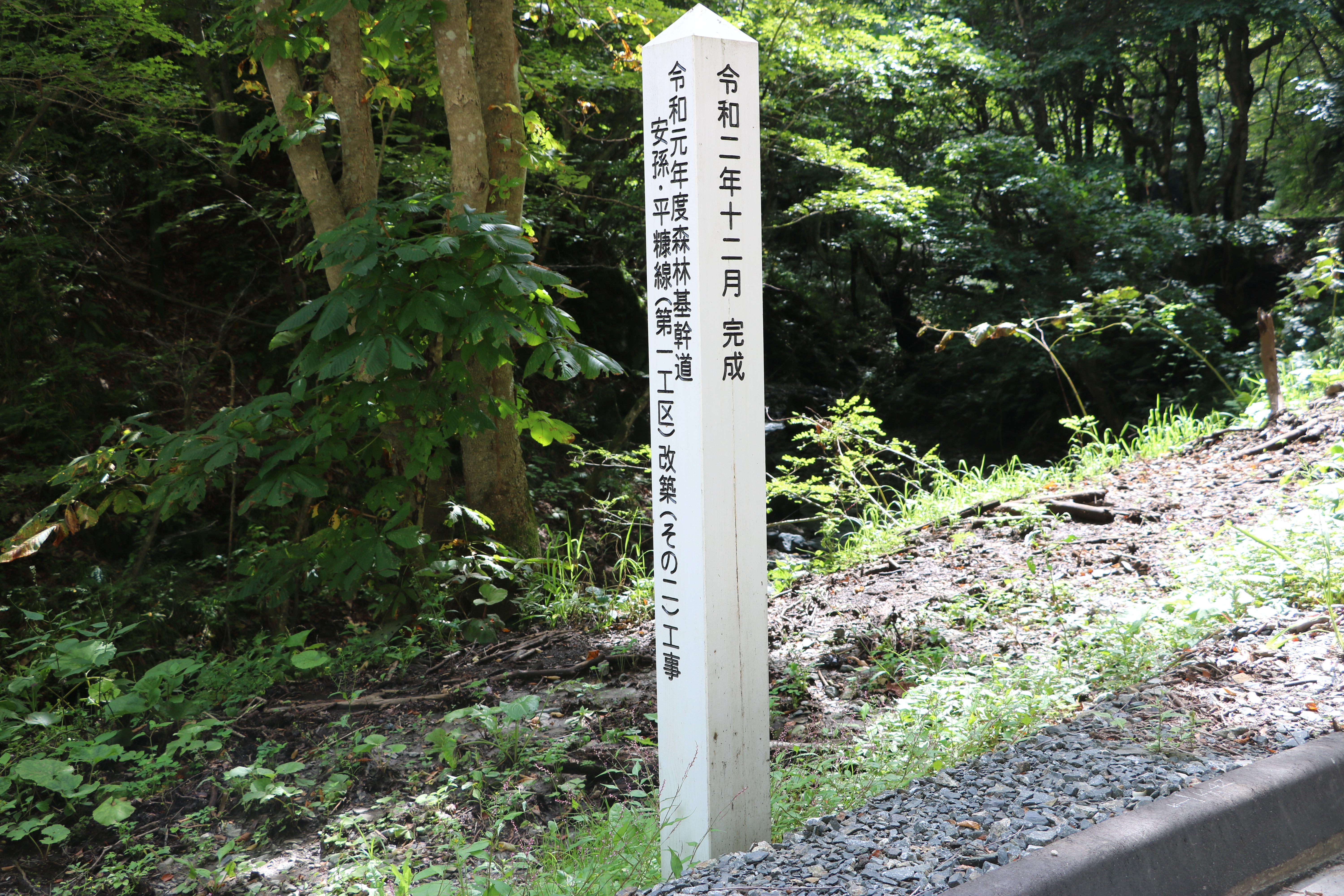
平糠のイヌブナ自然林へ通じる林道「安孫・平糠線」の標識。2022年9月8日撮影。

## 交通アクセス
所在地
- 岩手県二戸郡一戸町平糠

交通
公共交通機関は無く、自家用車もしくはタクシー利用。
- 八戸自動車道一戸インターチェンジより18.0 km（キロメートル）。
- IGRいわて銀河鉄道いわて銀河鉄道線一戸駅より16.2 km。
- IGRいわて銀河鉄道いわて銀河鉄道線小鳥谷駅より10.9 km。